# Lista de batalhas do Brasil
Esta é uma lista de batalhas marcantes na história do Brasil.

## Colonial
- Guerra de Iguape (1534)
- Batalha do Cricaré (1558)
- Cerco de Piratininga ou Guerra de Piratininga (1562)
- Batalha das Canoas (20 de janeiro de 1567)
- Batalha de Guaxenduvas (19 de novembro de 1614)
- Batalha de M'Bororé (11 de março de 1641)

## Invasões holandesas do Brasil
- Captura da Bahia (1624)
- Jornada dos Vassalos (Recaptura da Bahia) (1625)
- Invasão da Capitania de Pernambuco (1630)
- Batalha Naval de Abrolhos (12 de setembro de 1631)
- Batalha de Porto Calvo (18 de fevereiro de 1637)
- Primeira Batalha de Salvador (março de 1638)
- Segunda Batalha de Salvador (maio de 1638)
- Batalha do Monte das Tabocas (3 de agosto de 1645)
- Batalha de Casa Forte (17 de agosto de 1645)
- Batalha de Tejucupapo (24 de abril de 1646)
- 1ª Batalha dos Guararapes (19 de abril de 1648)
- 2ª Batalha dos Guararapes (19 de fevereiro de 1649)

## Guerra dos Palmares
- Batalha Final (Palmares) (janeiro 1694)

## Guerra dos Emboabas
- Batalha de Cachoeira do Campo
- Batalha do Capão da Traição

## Guerra Guaranítica
- Batalha de Caiboaté

## Guerra Peninsular
- Invasão da Guiana Francesa:
  - Batalha de Caiena (janeiro de 1809)
- Guerra contra Artigas:
  - Batalha de Arroyo Grande (1816)
  - Batalha de Santa Ana (22 de setembro de 1816)
  - Batalha de Carumbé (27 de outubro de 1816)
  - Batalha de Chapicuy (2 de maio de 1818)
  - Batalha de Tacuarembó (22 de janeiro de 1820)

## Guerra da Independência do Brasil
- Rebelião de Avilez (11 de janeiro a 15 de fevereiro de 1822)
- Batalha do Forte São Pedro (19 a 20 de fevereiro de 1822)
- Batalha de Cachoeira (25 a 28 junho de 1822)[1]
- Batalha do Funil (29 de julho de 1822)[2]
- Batalha de Pirajá (8 de novembro de 1822)[1]
- Batalha de Camarugipe (24 de novembro de 1822)[1]
- Batalha do Rio Cotegipe (8 de dezembro de 1822)
- Batalha de Itaparica (7 a 9 de janeiro de 1823)[2]
- Batalha de Cabrito (11 de fevereiro de 1823)[1][3]
- Batalha do Jenipapo (13 de março de 1823)
- Batalha do Rio Cotegipe (30 de abril de 1823)[1]
- Batalha de 4 de Maio (4 de maio de 1823)[1]
- Cerco de Caxias (Abril - Julho 1823)
- Batalha Naval de Montevidéu (23 de outubro de 1823)
- Cerco de Montevidéu (23 de janeiro de 1823 a 8 de março de 1824)

## Guerra da Cisplatina
- Batalha de Montevideo (15 de julho de 1825)
- Batalha de Aquila/Arbolito (4 de setembro de 1825)
- Batalha de Rincón (24 de setembro de 1825)
- Batalha de Sarandi (12 de outubro de 1825)
- Batalha da Colônia do Sacramento (26 de fevereiro de 1826 – 14 de março de 1826)
- Batalha de Los Pozos (11 de junho de 1826)
- Batalha de Lara-Quilmes (30 de junho de 1826)
- Batalha de Maldonado (30 de dezembro de 1826)
- Batalha de Martín García (18 de janeiro de 1827)
- Batalha de Juncal (9 de fevereiro de 1827)
- Batalha de Vacacai (13 de fevereiro de 1827)
- Batalha de Umbu (16 de fevereiro de 1827)
- Batalha do Passo do Rosário ou de Ituzaingó (20 de fevereiro de 1827)
- Batalha de Carmen de Patagones (7 de março de 1827)
- Batalha de Monte Santiago (7 a 8 de abril de 1827)
- Batalha de Camacuã (23 de abril de 1827)
- Batalha de Yerbal (25 de maio de 1827)
- Batalha de Aceguá (21 de junho de 1827)
- Primeira batalha de Alcatrazes (13 de setembro de 1827)
- Batalha de San Blas (21 de setembro de 1827)
- Batalhas de Iac Mirim (mês de janeiro de 1828)
- Segunda batalha de Alcatrazes (25 de janeiro de 1828)
- Batalha de Barrega (27 de janeiro de 1828)
- Batalha de Padre Filiberto (22 de fevereiro de 1828)
- Batalha de Las Cañas (15 de abril de 1828)
- Batalha de Ibicuí (21 de abril de 1828)
- Campanha na costa de Castillos (Abril e maio de 1828)
- Batalha de Arregui (29 e 30 de maio de 1828)

## Cabanagem
- Batalha de Belém do Pará (jan.1835-mai.1836)

## Balaiada
- Batalha Detrás-da-Serra (20 de agosto de 1840)

## Revolução Farroupilha
- Combate da Ponte da Azenha (20 de setembro de 1835)
- Tomada de Porto Alegre (20 de setembro de 1835)
- Batalha de Rio Pardo (1835) (21 de setembro de 1835)
- Combate do Arroio Telho (22 de setembro de 1835)
- Batalha de Arroio Grande (1835) (22 de setembro de 1835)
- Batalha de Serrito-Juaguarão (27 de setembro de 1835)
- Batalha do Arroio da Várzea-Pelotas (14 de outubro de 1835)
- Combate de Retiro (16 de outubro de 1835)
- Batalha de Atalaia-Barra do Rio Grande (23 de outubro de 1835)
- Insurreição de São Leopoldo (21 de janeiro de 1836)
- Batalha naval de Lagoa Mirim (22 de fevereiro de 1836)
- Batalha de Iruí (27 de fevereiro de 1836)
- Batalha de Canapé (2 de Março de 1836)
- Batalha de Passo do Rosário-Santa Maria (17 de março de 1836)
- Primeira batalha de Pelotas (6 de abril de 1836)
- Primeira batalha do Rio São Gonçalo (7 de abril de 1836)
- Batalha de Torres (9 de abril de 1836)
- Assalto a Porto Alegre (13 de abril de 1836)
- Batalha de Faxinal (19 de abril de 1836)
- Segunda batalha do Rio São Gonçalo (2 de junho de 1836)
- Batalha do Seival (10 de setembro de 1836) Separatistas proclamam a posterior República Rio-Grandense
- Batalha do Fanfa (3 a 4 de outubro de 1836)
- Batalha do Barro Vermelho (30 de abril de 1838)
- Tomada de Laguna (22 de julho de 1839)
- Retomada de Laguna (15 de novembro de 1839)
- Batalha de Albernaz (13 de fevereiro de 1841)
- Segunda batalha de Pelotas (29 de março de 1842)
- Cerco de Alegrete (5 a 9 de junho de 1843)
- Combate do Alegrete (15 de agosto de 1843)
- Batalha do Ponche Verde (26 de maio de 1843)
- Batalha dos Porongos (14 de novembro de 1844)
- Batalha de Arroio Grande (26 de novembro de 1844)
- Combate de Cuaró (29 de dezembro de 1844)

## Guerra contra Oribe e Rosas
- Cerco de Montevidéu (1843-1851)
- Bloqueio Brasileiro da Prata
- Campanha do Uruguai (4 de setembro-19 de outubro de 1851)
- Fortificações do Passo do Tonelero (17 de dezembro de 1851)
- Cruzamento do Rio Paraná (24 de dezembro de 1851 - 6 de janeiro de 1852)
- Batalha de Campo de Alvares (2 de fevereiro de 1852)
- Batalha de Monte Caseros (3 de fevereiro de 1852)

## Guerra do Uruguai
- Cerco de Salto (22 de novembro de 1864-28 de novembro de 1864)
- Cerco de Paysandú (3 de dezembro de 1864-2 de janeiro de 1865)
- Batalha do Jaguarão (27 de janeiro de 1865)
- Cerco de Montevidéu (Fev.1865)

## Guerra do Paraguai
- Campanha do Mato Grosso (dezembro de 1864)
- Batalha de Corrientes (Abril de 1865 - Janeiro de 1866)
- Batalha de São Borja (10 de junho de 1865);
- Batalha Naval do Riachuelo (11 de junho de 1865)
- Batalha de Paso de las Cuevas (12 de agosto de 1865)
- Batalha de Jataí (17 de agosto de 1865)
- Batalha de Pehuajó (29 de janeiro de 1866)
- Batalha da Ilha de Carvalho (10 de abril de 1866);
- Batalha de Estero Bellaco (2 de maio de 1866)
- Batalha de Tuiuti (24 de maio de 1866)
- Combate de Palmar (1 de setembro de 1866)
- Batalha de Curupaiti (22 de setembro de 1866)
- Combate de Peru-Huê (3 de agosto de 1867);
- Batalha de Tuyú Cué (11 de agosto de 1867)
- Passagem de Humaitá (19 de fevereiro de 1868)
- Combate de Surubi-hi (23 de setembro de 1868)
- Batalha de Acaiuasa (18 de julho de 1868)
- Combate de Iacaré (26 de agosto de 1868)
- Batalha de Itororó (6 de dezembro de 1868)
- Batalha de Avaí (11 de dezembro de 1868)
- Batalha de Lomas Valentinas (21 a 27 de dezembro de 1868)
- Manobra de Piquissiri (final de 1868)
- Combate de Tupium (30 de maio de 1869)
- Batalha de Ybytimí (7 de junho de 1869)
- Batalha de Peribebuí (12 de agosto de 1869)
- Batalha de Caguijuru (18 de agosto de 1869)
- Batalha de Itapytanguá (19 de setembro de 1869)
- Campanha da Cordilheira (1869-1870)
  - Batalha de Acosta Ñu (16 de agosto de 1869)
  - Combate de Iguatemi (28 de novembro de 1869)
  - Combate de Lomaruguá (11 de janeiro de 1870)
  - Batalha de Cerro Corá (1 de março de 1870)
  - Combate de Miranda (4 a 8 de abril de 1870)

## Segunda Revolta da Armada
- Batalha da Baía da Guanabara
- Caso do Rio de Janeiro (9-21 de janeiro de 1894);
- Combate da Armação (9 de fevereiro de 1894).

## Revolução Federalista
- Cerco de Bagé (24 de novembro de 1893 – 8 de janeiro de 1894)
- Cerco da Lapa (14 de janeiro – 11 de fevereiro de 1894)
- Batalha de Passo Fundo (27 de junho de 1894)
- Batalha do Carovi (10 de agosto de 1894)
- Batalha de Campo Osório (24 de junho de 1895)

## Guerra de Canudos
- Batalha de Uauá
- Batalha da Serra do Cambaio
- 1ª Batalha de Canudos (3ª Expedição - março 1897)
- Batalha de Cocorobó
- Batalha da Fazenda Velha (7.09.1897)
- Batalha da Estrada de várzea da Ema (23.9.1897)
- 2ª Batalha de Canudos (Assalto Final)

## Guerra do Acre
- Batalha de Xapuri (06 de Agosto de 1902)
- Cerco da Volta da Empresa (05 a 14 de outubro de 1902)
- Batalha de Santa Rosa (18 de novembro de 1902)
- Batalha de Costa Rica (08 de dezembro de 1902)
- Batalha de Puerto Alonso (15 a 24 de janeiro de 1903)

## Guerra do Contestado
- Batalha de Irani (22.10.1912)
- Batalha de Santa Maria (fev.-abr. 1915)

## Primeira Guerra Mundial
- 1ª Batalha do Atlântico[4][5]
- Batalha das Toninhas*
- Ofensiva dos Cem Dias*

*Da qual participaram os militares brasileiros enviados em missão à França em 1918, integrados em várias unidades aliadas.

## Crise Tenentista
- Levante do Forte de Copacabana (julho, 1922)
- Batalha de São Paulo (julho-agosto 1924)
  - Combate urbano na Revolta Paulista de 1924
- Batalha de Três Lagoas (17 – 18 de agosto de 1924)
- Campanha do Paraná (31 de agosto de 1924 – 30 de abril de 1925)

## Revolta Constitucionalista
- Batalha do Túnel da Mantiqueira (Jul.-Set. 1932)
- Batalha de Itararé (Jul.-Ago. 1932)
- Batalha de Eleutério (17 a 27 de setembro de 1932)

## Segunda Guerra Mundial
- 2.ª Batalha do Atlântico[8]
- Linha Gótica (setembro 1944 - março 1945):
  - Batalha de Monte Castello (25 de novembro de 1944 a 21 de fevereiro de 1945)
  - Batalha de Castelnuovo (5 a 6 de março de 1945)
- Ofensiva Aliada final (Itália) (abril 1945):
  - Batalha de Montese (14 a 15 de abril de 1945)
  - Batalha de Collecchio (26 a 27 de abril de 1945)
  - Batalha de Fornovo di Taro (28 a 29 de abril de 1945)

## Guerra Civil Dominicana
- Batalha de São Domingos (1965) (maio-agosto)

## Guerrilha do Araguaia
- Operação Papagaio (abril-outubro 1972)[9]*
- Operação Marajoara (outubro, 1973 - outubro, 1974)[10]*

*Listadas aqui apenas as Operações que envolveram combate entre as partes.